# Чоловік (шлюб)

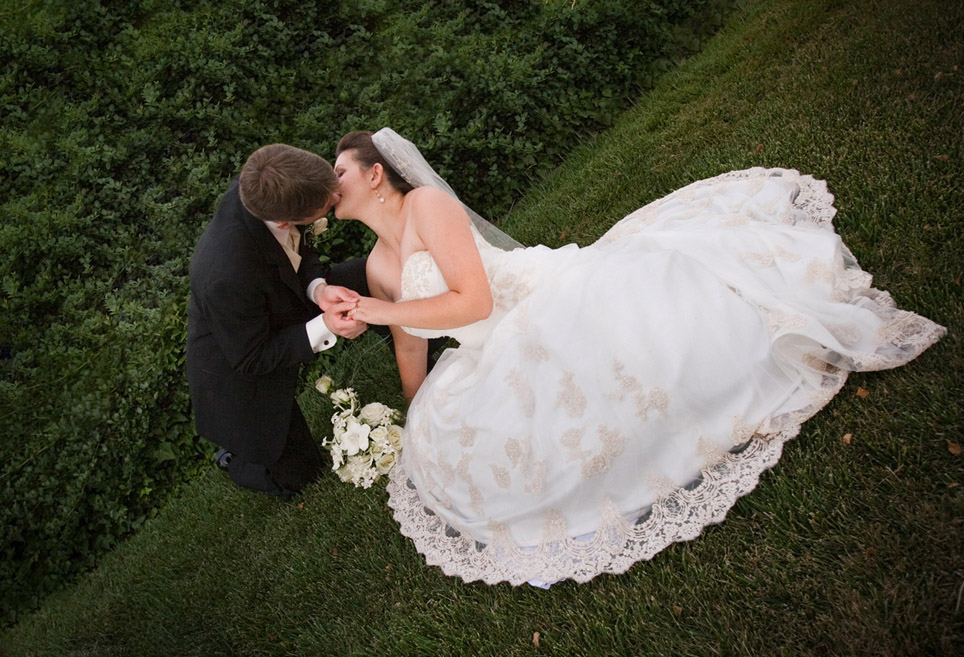
Щойно одружений чоловік цілує свою дружину

Чолові́к — людина чоловічої статі, що перебуває у шлюбі.

## Загальний опис
У моногамних культурах до шлюбу вступають лише дві особи, що забезпечується законами проти бігамії та полігамії. Традиційно чоловіка вважали головою домогосподарства, і, як очікувалося, він був єдиним постачальником чи годувальником, що продовжується в деяких культурах (іноді їх називають патерналістськими). Сьогодні чоловіка не обов'язково вважають годувальником сім'ї. Це буває у випадках, коли подружжя має значний фінансовий дохід, в одностатевому шлюбі, або чоловік є батьком, що наглядає за дітьми.
Термін «чоловік» застосовується людини з моменту вступу нею у шлюб і перестає застосовуватися, коли після визнаного законом розлучення або смерті його дружини чи чоловіка. Після смерті дружини чи чоловіка застосовується термін «вдівець»; після розлучення чоловіка можна називати «колишнім».

## Етимологія
Походження праслов'янського *čьlověkъ, *čelověkъ остаточно не з'ясоване. Зазначають до п'яти версій:
- від *čьlo (з того ж кореня, що *čel'adь) + *věkъ (пор. лит. vaikas — «дитя»), тобто «дитя роду»;
- від *čьlo («чоло», «підвищення») + *věkъ («сила»);
- як похідне від ранішої форми *slověkъ (< *slovo), тобто «мовець»;
- від *čelov + *ěkъ, тобто «член племені»;
- порівнюють з чеськ. kolivěk, пол. kołwiek («який-небудь»)[2].

Українське муж походить від праслов. *mǫžь (раніша форма *mongi̯o), а слово вважається похідним від праіндоєвроп. кореня *mon- і спорідненим з дав.-інд. mánuṣ, циг. мануш, авест. manuš-, гот. manna, дав.-ісл. maðr, нім. Mann («чоловік») і Mensch («людина»), англ. man, швед. människa («людина»)

## Законодавство
В Україні дружина та чоловік мають рівні права і обов'язки у сімейних відносинах, шлюбі та сім'ї.[джерело?]